# Droit de gîte
Le droit de gîte est un droit du Roi de France ou du seigneur de se faire héberger avec sa suite par ses gens lorsqu’il se déplace dans son domaine.
Par exemple, les rois Capétiens usaient du droit de procuration et de gîte que possédait la cour royale à Saint-Julien-du-Sault que Louis VII de France céda pour créer à proximité la ville royale de villa franca (Villeneuve-le-Roi) (aujourd'hui Villeneuve-sur-Yonne). Les Capétiens l'exigèrent en argent. 